# جميع الجوانب
اؤل سايدس (AllSides) حرفيا: (جميع الجوانب) هي شركة أمريكية تقوم بتقييم التحيز السياسي لوسائل الإعلام البارزة، وتقدم نسخًا مختلفة من القصص الإخبارية المماثلة من مصادر سياسية تشمل اليمين واليسار والوسط، في مهمة لإظهار قراء الأخبار خارج فقاعة التصفية الخاصة بهم. بالتركيز على المنشورات عبر الإنترنت، فقد صنفت أكثر من 800 مصدر على مقياس من خمس نقاط: اليسار، ويميل إلى اليسار، والوسط، ويميل إلى اليمين، ويمين. يتم تصنيف كل مصدر بواسطة محررين متطوعين بدون أجر، ويشرف عليهم موظفان يحملان تحيزًا سياسيًا مختلفًا عن بعضهما البعض. يتم تعزيز هذه المراجعات الجماعية من خلال المراجعات التحريرية التي يقوم بها الموظفون. يمكن إجراء عمليات إعادة التقييم بناءً على نتائج الأزرار المشابهة من تعليقات المجتمع. تستخدم اؤل سايدس هذه التصنيفات لإنتاج مخططات تحيز الوسائط تسرد المصادر الشائعة.
تأسست اؤل سايدس في عام 2012 من قبل جون جابل، وهو مساعد سياسي جمهوري سابق تحول إلى مدير وادي السيليكون يعمل في نتسكيب، وسكوت ماكدونالد، مطور برمجيات. تستخدم اؤل سايدس منهجية «متعددة الأحزاب» طورها لأول مرة الأستاذ المحافظ تيموثي جروسكلوز ومعاونه جيفري ميليو. اشتركت اؤل سايدس مع الناشطة جوان بليدز لإطلاق برنامج الفصل الدراسي، اؤل سايدس للمدارس، ودخلت في شراكة مع منظمات أخرى لتوفير برامج مثل (Mismatch)، وهي منصة لربط المستخدمين الذين يختلفون سياسياً وجغرافياً.